# Tecomeae
Tribu
Les Tecomeae sont une tribu de plantes à fleurs de la famille des Bignoniaceae comprenant une quarantaine de genres d'arbres, d'arbustes et de lianes.

## Genres
Selon NCBI (4 juillet 2025):
- Campsidium
- Campsis
- Deplanchea
- Hieris
- Incarvillea
- Lamiodendron
- Neosepicaea
- Pandorea
- Podranea
- Tecoma
- Tecomanthe
- Tecomaria

Autre source:
1. Argylia
2. Astianthus
3. Campsidium
4. Campsis
5. Catalpa
6. Catophractes
7. Chilopsis
8. Cybistax
9. Delostoma
10. Deplanchea
11. Digomphia
12. Dinklageodoxa
13. Dolichandrone
14. Ekmanianthe
15. Fernandoa
16. Godmania
17. Handroanthus
18. Haplophragma
19. Heterophragma
20. Incarvillea
21. Lamiodendron
22. Markhamia
23. Neosepicaea
24. Newbouldia
25. Pajanelia
26. Pandorea
27. Paratecoma
28. Pauldopia
29. Perianthomega
30. Perichlaena
31. Podranea
32. Radermachera
33. Rhigozum
34. Romeroa
35. Santisukia
36. Sparattosperma
37. Spathodea
38. Spirotecoma
39. Stereospermum
40. Tabebuia
41. Tecoma
42. Tecomanthe
43. Tecomella
44. Zeyheria